# Robert Gerling
Robert Wilhelm Gerling (* 13. August 1878 in Elberfeld, heute Stadtteil von Wuppertal; † 25. Januar 1935 in St. Moritz, Schweiz) war ein deutscher Versicherungsunternehmer und Gründer des Gerling-Konzerns.

## Herkunft und Ausbildung
Sein Vater Robert Gerling (1847–1934) war als Vertreter für die vom Großvater gegründete Steinnußknopffabrik tätig.
Nach der Realschule machte Robert Wilhelm Gerling eine kaufmännische Ausbildung in Köln. Im Anschluss daran begann er seine berufliche Tätigkeit bei einer Annoncen-Expedition.

## Karriere
Danach arbeitete er für Versicherungsunternehmen, wobei er bis zum Bezirksinspektor aufstieg. Gerling machte sich 1904 mit einem Bureau für Versicherungswesen in Köln selbständig, in dem er Versicherungen aller Art vermittelte. Zugleich hatte er im selben Jahr die Gründung des Rheinischen Versicherten-Verbandes angeregt, für dessen Mitglieder das Vermittlungsbüro bei Abschluss neuer Versicherungsverträge Rabatte gewährte. 1907 folgte die Gründung der Gesellschaft für Versicherungs-Vermittlung, mit der Gerling die Großunternehmer als Kunden gewinnen wollte.
Im Jahr 1907 heiratete Gerling Auguste Hoffmeister, mit der er drei Söhne hatte.
Im Jahr 1909 rief Gerling mit der Rheinischen Feuerversicherungs-AG sein erstes eigenes Versicherungsunternehmen ins Leben, das dann mit der 1912 gegründeten Kronprinz Versicherungs-AG kooperierte. 1917 schuf er mit der Rheinischen Versicherungsbank eine eigene Rückversicherung.
Nach Ende des Ersten Weltkriegs begann der Aufstieg seiner Versicherungsunternehmen, die Gerling 1918 in der Allgemeinen Versicherungs-AG zusammenfasste, welche 1923 in Gerling-Konzern Allgemeine Versicherungs-AG umbenannt wurde. 
Mit der von ihm gegründeten Rheinischen Versicherungs-Gruppe rief Gerling in den Jahren 1920–1922 mehrere lokale Versicherungsunternehmen in den verschiedenen deutschen Regionen ins Leben, wobei er auf eine große Beteiligung der jeweils ansässigen Industrie zählen konnte.
Als Alleinversicherer von Weltkonzernen wie Krupp und Bayer überstand Gerling die Inflations- und Krisenzeiten der 1920er Jahre relativ gut. 1924 expandierte sein Unternehmen in die Schweiz und in die Niederlande. Innovativ wirkte Gerling mit der Eröffnung einer eigenen Lebensversicherung, einer Auslandsreiseversicherung und einer Hausratversicherung.
Das erfolgreiche Geschäftskonzept des Versicherungskonzerns beruhte auf der starken Einbindung der deutschen Großindustrie, die er durch günstigere Prämien für sich gewinnen konnte.

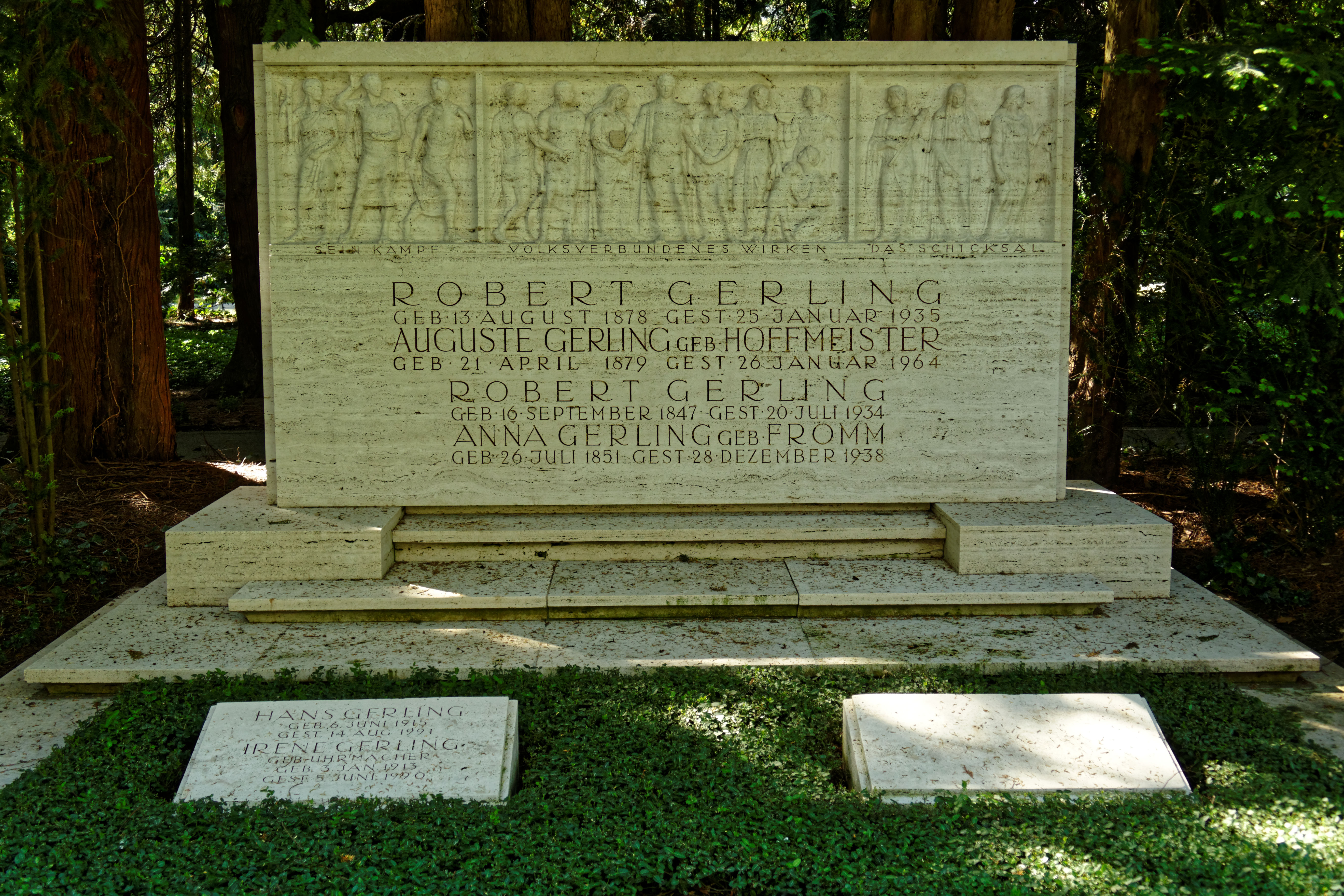
Grabstelle auf dem Kölner Nordfriedhof

Robert Wilhelm Gerling starb am 25. Januar 1935 in St. Moritz in der Schweiz. Er wohnte mit seiner Familie zuletzt (seit 1926) in der Villa Marienburg.
Nach seinem Tod übernahm Walter Forstreuter, seit 1920 bei Gerling tätig, die Führung des Familienunternehmens, da Robert Gerlings Söhne noch zu jung für diese Aufgabe waren. Später übernahmen Hans und Walter Gerling schließlich die Leitung des Konzerns. Zuletzt wurde der Versicherer bis zu der im Jahre 2005 erfolgten Veräußerung an die Talanx vom Enkel Rolf Gerling geleitet.